# Сухопільська волость
Сухопільська волость — історична адміністративно-територіальна одиниця Пружанського повіту Гродненської губернії Російської імперії (волость). Волосний центр — село Сухопіль.
Станом на 1885 рік складалася з 22 поселень, 18 сільських громад. Населення — 7188 осіб, 440 дворових господарств, 6179 десятин землі (2793 — орної).

## У складі Польщі
Після анексії Полісся Польщею волость отримала назву ґміна Сухополь Пружанського повіту Поліського воєводства Польської республіки (гміна). Адміністративним центром було село Сухопіль.
1 серпня 1922 р. до Більського повіту Білостоцького воєводства приєднана територія ліквідованого Біловезького повіту (ґміни Бяловєжа, Масєво і Сухополь).
Розпорядженням Ради Міністрів 14 липня 1926 р. Сухопільська ґміна передана з Більського повіту Білостоцького воєводства до Пружанському повіту Поліського воєводства.
Розпорядженням Міністра внутрішніх справ Польщі 23 березня 1928 р. передано село Ялова від ґміни Сухополь до ґміни Шерешув.
1 квітня 1932 р. розпорядженням Міністра внутрішніх справ Польщі передано:
- до ґміни Шерешув — село Криниця і фільварок Криниця;
- від ґміни Котра — села: Бакуни, Радецьк, Котра, Лихосільці й Піски, прихистки: Навіз, Сичівка, Мар'ямпіль, Рукавець, Доброволя I, Доброволя II, Залісся, Юзефин і Мар'їне-Дорошин та хутір: Тисьменник, землі православної парафії Котра і державні ліси на території ґміни.

15 січня 1940 р. ґміни (волості) ліквідовані у зв'язку зі створенням районів.